# Landeszentrum Gesundheit Nordrhein-Westfalen
Das Landeszentrum Gesundheit Nordrhein-Westfalen (LZG.NRW) ist eine Einrichtung des Landes Nordrhein-Westfalen. Das LZG.NRW ist dem Ministerium für Arbeit, Gesundheit und Soziales des Landes Nordrhein-Westfalen nachgeordnet. Es hat seinen Hauptsitz in Bochum.

## Aufgaben
Das Landeszentrum Gesundheit Nordrhein-Westfalen unterstützt als fachliche Leitstelle die Landesregierung und die Kommunen in gesundheitlichen Fragen
- vor allem in den Themenbereichen Epidemiologie, Prävention und Gesundheitsförderung, Bekämpfung übertragbarer Krankheiten, Hygiene, Arzneimittelsicherheit und Sozialpharmazie Gesundheitsberichterstattung und gesundheitsbezogene Analysen
- sowie als Arzneimitteluntersuchungsstelle des Landes NRW

und ist beauftragt mit der
- Konkretisierung des Gesundheitscampus Nordrhein-Westfalen,
- der Entwicklung neuer Versorgungsstrukturen,
- der Förderung der nordrhein-westfälischen Gesundheitswirtschaft.[1]

## Geschichte
Die Gründung erfolgte zum 1. Januar 2012 aus dem Bereich „Öffentliches Gesundheitswesen“ des ehemaligen LIGA.NRW (bis 2007 lögd - Landesinstitut für den Öffentlichen Gesundheitsdienst) und dem Strategiezentrum Gesundheit NRW. Das Landeszentrum hat derzeit rund 160 Mitarbeiter an seinen beiden Standorten in Bochum und Münster. Der anteilige Zentralbereich beider Fachbereiche wird kollegial geführt.
2018 erfolgte der Umzug auf den Gesundheitscampus NRW in Bochum mit Verbleib der Arzneimitteluntersuchungsstelle in Münster.